# Manuel Cargaleiro
Manuel Cargaleiro, né le 16 mars 1927 à Vila Velha de Ródão et mort le 30 juin 2024 à Castelo Branco, est un peintre et céramiste portugais.

## Biographie
Né dans la commune de Vila Velha de Ródão (district de Castelo Branco), Manuel Cargaleiro a vécu longtemps dans sa jeunesse sur la rive sud du Tage, dans les communes d'Almada et de Seixal.
En 1949, il a participé au premier salon de la Céramique organisé par (pt) António Ferro à Lisbonne et en 1952 il a réalisé la première exposition individuelle de céramique organisée par ce qui était alors le Secrétariat national de l'information (SNI).
Il a enseigné la céramique à l'École des Arts Décoratifs António Arroyo, à Lisbonne, et il existe depuis 1994 à Seixal (Fogueteiro), une école secondaire Manuel Cargaleiro.
En 1957, il s'installe à Paris où il est représenté en permanence à la Galerie Albert Loeb mais à partir du dernier quart du XXe siècle, il est allé travailler tantôt en France tantôt à Lisbonne et (pt) Monte de Caparica. Il a reçu l'influence des artistes de l'École de Paris, comme Delaunay, Ernst, Vasarely et Klee. Ses compositions se fondent sur des modules géométriques et des couleurs primaires, suggérant un mouvement dans l'espace.
Le 31 janvier 1990 il a créé à Lisbonne la Fondation Manuel Cargaleiro à laquelle il a offert un vaste ensemble de ses œuvres et une collection constituée d'objets de thématiques diverses. Il possède un atelier dans (pt) l'usine Veuve Lamego, à Sintra, et depuis 1999, à Vietri sul Mare (province de Salerne, Italie) où, en 2004, a été inauguré le Museo Artistico Industriale Manuel Cargaleiro.
Il existera un musée consacré à son travail à (pt) Quinta da Fidalga à Seixal – (pt) Musée Cargaleiro.
Depuis les années 2000, Manuel Cargaleiro enrichit sa création en collaborant avec Didier Marien de la galerie Boccara sur une série de tapis artistiques.

### Mort
Manuel Cargaleiro meurt le 30 juin 2024 à l’âge de 97 ans, à Castelo Branco.

## Distinctions
- Grand-croix de l'ordre du Mérite (Portugal)

## Quelques œuvres

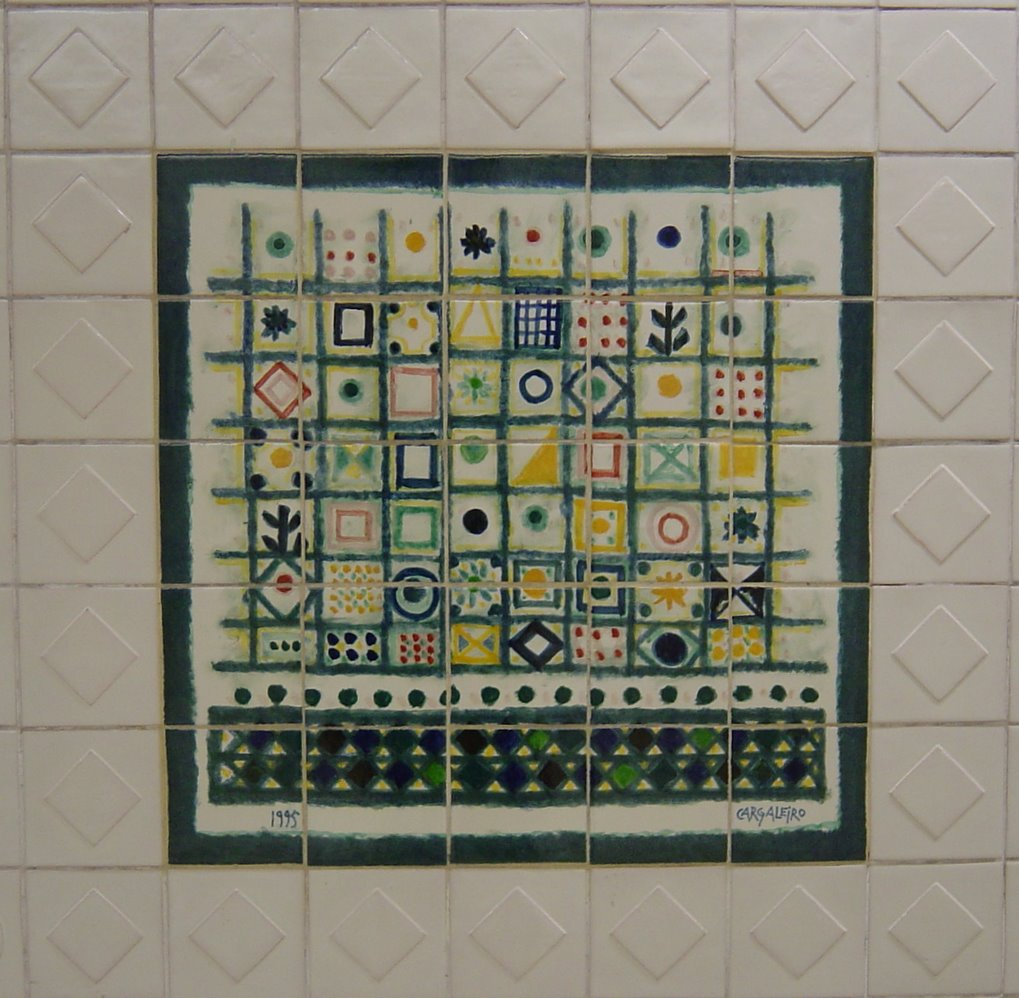
À la station de métro Champs Élysées – Clemenceau à Paris.

Son œuvre est diverse : céramique, peinture, gravure, gouache, tapisserie et dessin ; il a exécuté des panneaux de céramique pour le jardin municipal d'Almada, la façade de l'église de Moscavide (1956), la façade de l'Institut franco-portugais de Lisbonne (1983) la station de métro Champs Élysées – Clemenceau à Paris (1995), un panneau pour l'école qui porte son nom à Seixal (1998) une station-service à Óbidos sur l'autoroute de l'Atlantique (2000), une fontaine du Jardin Public de Castelo Branco (2004) et la station de métro de Lisbonne (pt) Colégio Militar / Luz.